# Джийде (Манасский район)
Джийде (кирг. Жийде) — село в Манасском районе Таласской области Кыргызстана. Входит в состав Уч-Коргонского аильного округа. Код СОАТЕ — 41707 225 845 03 0.

## Население
По данным переписи 2009 года, в селе проживало 841 человек.